# Comte Peel
Pour les articles homonymes, voir Peel.

Blason des Peel

Le titre de comte Peel ((en) Earl Peel) est créé dans la pairie du Royaume-Uni en faveur du 2e vicomte Peel, politique et ministre britannique.
Le 1er comte, petit-fils du premier ministre Sir Robert Peel, est fils aîné du vicomte Peel, ancien président de la Chambre des communes (1884–95), nommé vicomte en 1895.
Le 2e comte Peel hérite aussi de l'ancien titre familial de baronnet (cr. en  1800).

## Comte (1929)
- 1er : William Peel (1867–1937), 2e vicomte Peel, petit-fils du premier ministre Sir Robert Peel ;
- 2e : Arthur Peel (1901–1969), 3e vicomte Peel, 7e baronnet, fils du précédent, ancien lord-lieutenant du Lancashire ;
- 3e : William Peel (né en 1947), fils du précédent, lord-chambellan de la Maison royale britannique[1],[2].

## Décorations honorifiques des comtes Peel

Coronet de comte
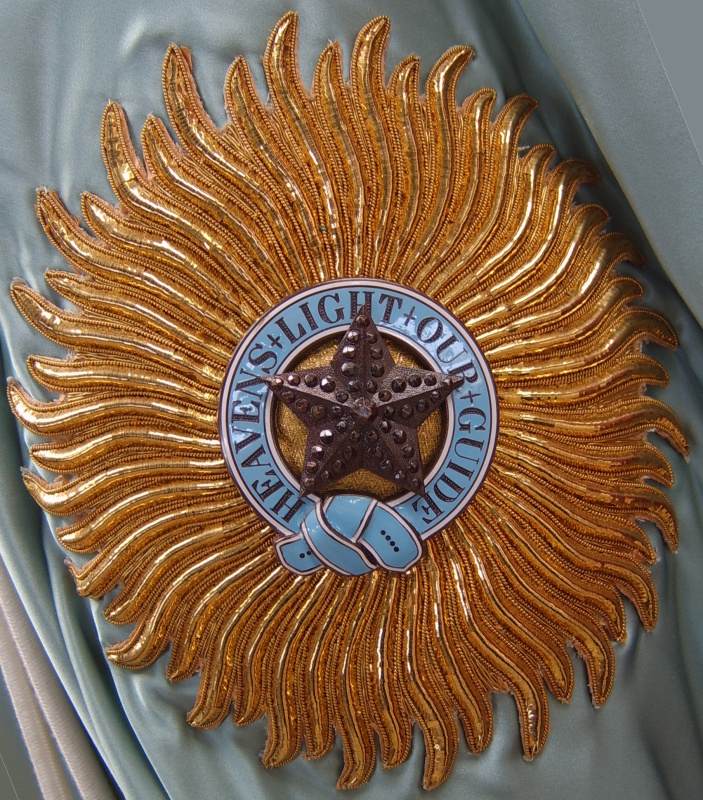
Étoile GCSI du 1er comte
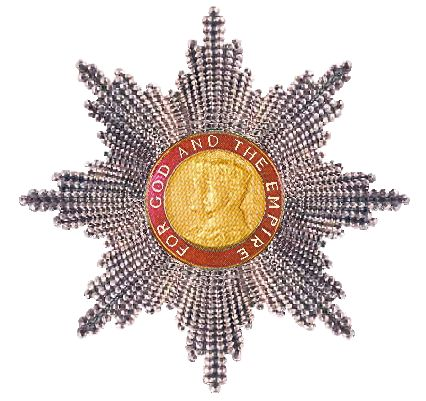
Étoile GBE du 1er comte
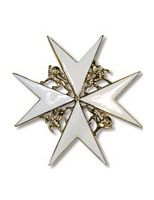
Étoile KJStJ du 2e comte
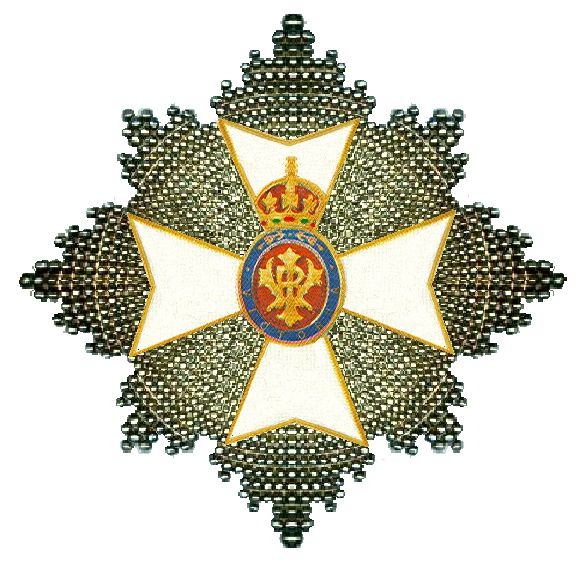
Plaque des GCVO du 3e comte, lord-chambellan
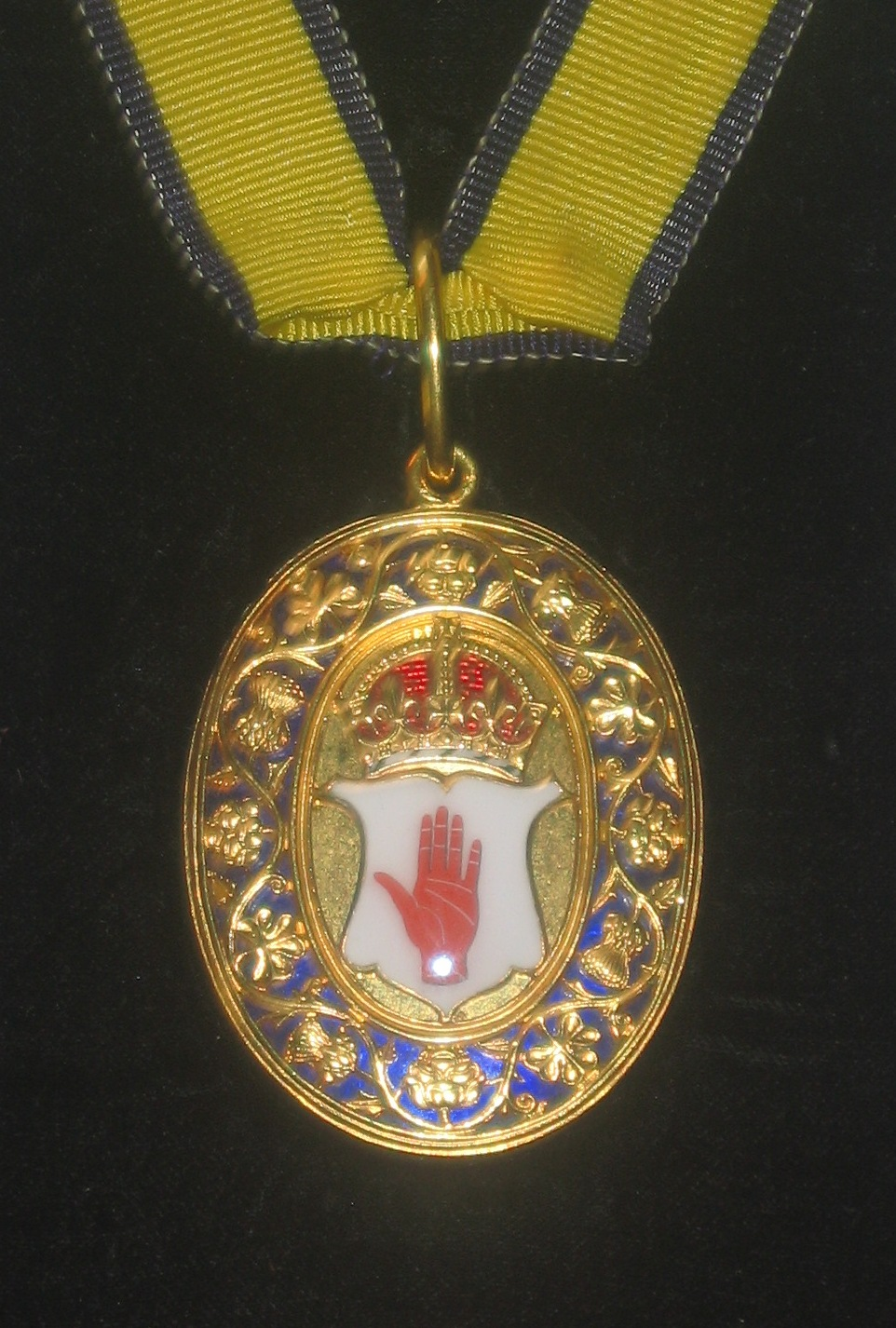
Insigne de baronnet